# A.M. Turing Award
De A.M. Turing Award wordt algemeen gezien als de hoogste onderscheiding in de informatica. Het wordt ook wel de "Nobelprijs voor de informatica" genoemd. De prijs is genoemd naar Alan Turing. Sinds 2007 wordt de Turing Award gesponsord door Intel en Google, waardoor ze vergezeld gaat van een geldprijs van 1.000.000 dollar (ongeveer €800.000). 
De onderscheiding wordt toegekend door de Association for Computing Machinery (ACM) aan een persoon op grond van zijn technische bijdrage aan de informaticagemeenschap. De bijdrage moet van duurzaam en fundamenteel belang zijn voor de computerwereld.
De prijs werd voor het eerst uitgereikt in 1966. Frances E. Allen was in 2006 de eerste vrouw die de prijs ontving. Dat gebeurde daarna nog eens in 2008 door Barbara Liskov en in 2012 door Shafi Goldwasser.

## Lijst van winnaars
- 1966: Alan Perlis
- 1967: Maurice Wilkes
- 1968: Richard Hamming
- 1969: Marvin Minsky
- 1970: J.H. Wilkinson
- 1971: John McCarthy
- 1972: Edsger Dijkstra
- 1973: Charles W. Bachman
- 1974: Donald Knuth
- 1975: Allen Newell en Herbert Simon
- 1976: Michael Rabin en Dana Scott
- 1977: John Backus
- 1978: Robert W. Floyd
- 1979: Kenneth E. Iverson
- 1980: Tony Hoare
- 1981: Edgar F. (Ted) Codd
- 1982: Stephen Cook
- 1983: Ken Thompson en Dennis Ritchie
- 1984: Niklaus Wirth
- 1985: Richard Karp
- 1986: John Hopcroft en Robert Tarjan
- 1987: John Cocke
- 1988: Ivan Sutherland
- 1989: William (Velvel) Kahan
- 1990: Fernando Corbató
- 1991: Robin Milner
- 1992: Butler Lampson
- 1993: Juris Hartmanis en Richard E. Stearns
- 1994: Edward Feigenbaum en Raj Reddy
- 1995: Manuel Blum
- 1996: Amir Pnueli
- 1997: Douglas Engelbart
- 1998: Jim Gray
- 1999: Frederick (Fred) Brooks
- 2000: Andrew Chi-Chih Yao
- 2001: Ole-Johan Dahl en Kristen Nygaard
- 2002: Ron Rivest, Adi Shamir en Leonard Adleman
- 2003: Alan Kay
- 2004: Vinton Cerf en Robert Kahn
- 2005: Peter Naur
- 2006: Frances E. Allen
- 2007: Edmund M. Clarke, E. Allen Emerson en Joseph Sifakis
- 2008: Barbara Liskov
- 2009: Charles Thacker
- 2010: Leslie Valiant
- 2011: Judea Pearl
- 2012: Shafi Goldwasser en Silvio Micali
- 2013: Leslie Lamport
- 2014: Michael Stonebraker
- 2015: Whitfield Diffie en Martin Hellman
- 2016: Tim Berners-Lee
- 2017: John L. Hennessy en David Patterson
- 2018: Yoshua Bengio, Geoffrey Hinton en Yann LeCun
- 2019: Patrick M. Hanrahan en Edwin E. Catmull
- 2020: Alfred Aho en Jeffrey Ullman
- 2021: Jack Dongarra
- 2022: Robert Metcalfe
- 2023: Avi Wigderson
- 2024: Andrew Barto en Richard S. Sutton
- 2025: